# Riot Propaganda
Riot Propaganda va ser una banda de rapcore polític formada per la unió dels grups Los Chikos del Maíz i Habeas Corpus, als quals se'ls va afegir com DJ Toni Sánchez "Panxo" i posteriorment DJ Plan B. El 2018 van anunciar la seva retirada dels escenaris.
Inspirats per Public Enemy, la música de Riot Propaganda és la barreja de les guitarres elèctriques d'herència hardcore punk amb la música electrònica pròpia del rap. Les lletres de Riot Propaganda segueixen la línia crítica d'ambdós grups amb un discurs anticapitalista i combatiu contra l'statu quo, al·ludint a la consciència obrera antifeixista per a iniciar un esclat social que meni a una veritable revolució.

## Trajectòria
La primera col·laboració entre els dos grups fou al disc de Los Chikos del Maíz Passión de Talibanes (2011), en la cançó «T.E.R.R.O.R.I.S.M.O.». Aquest estil agressiu i sorprenent va ser acollit favorablement pel públic donant lloc, posteriorment, al primer àlbum conjunt ja sota el nom de Riot Propaganda, United Artist of Revolution (2013), i iniciant una gira conjunta.
En 2014 els grups retornaren als seus respectius projectes musicals per separat, tot i la col·laboració en el disc La Estanquera de Saigón, de Los Chikos del Maíz, en la cançó que dona nom al disc, i mantenir el contacte.
El 2016 anunciaren la seva tornada als escenaris i el llançament d'un nou treball que veuria la llum el 2017 acompanyat d'una gira. L'any 2018, anunciaren el seu comiat i presentaren el seu últim senzill plegats, «Mass Mierda». El seu últim concert fou al barri de Vallekas, a la festa del Partit Comunista Espanyol, l'octubre d'aquell any.
Al seu torn, Habeas Corpus havia anunciat la seva dissolució i realitzat el seu últim concert a l'Hatortxu Rock el 2017, restant sols en actiu Los Chikos del Maíz que publicaren un nou disc el 2019 amb el títol de Comanchería.

## Discografia
- 2013: United Artists of Revolution[8]
- 2017: Agenda Oculta[9]